# Gradówka

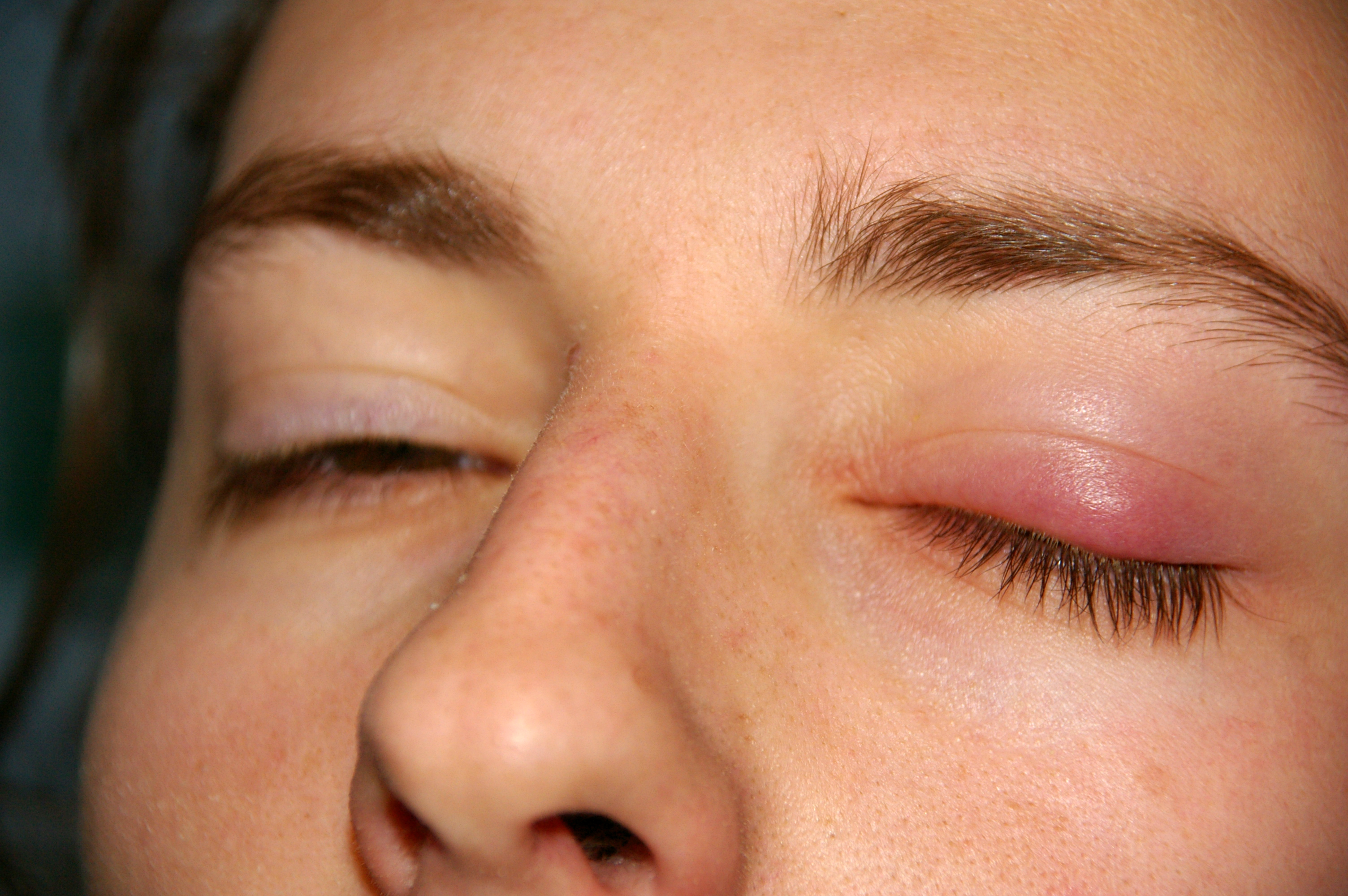
Gradówka - okres początkowy. Widoczny lokalny stan zapalny powieki

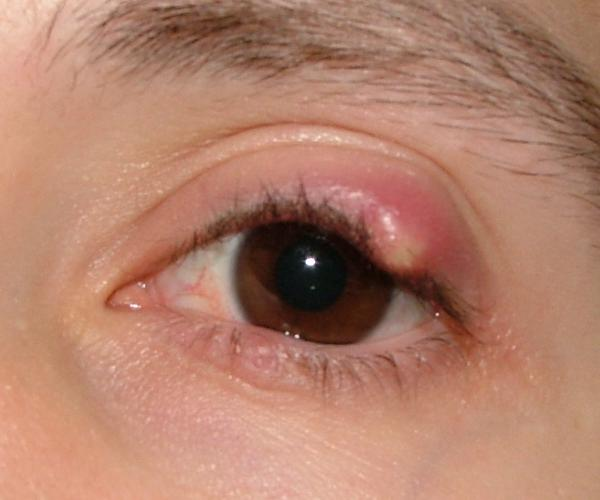
Gradówka w zaawansowanym stadium (ok. 4 miesiące)

Gradówka (łac. chalazion) – przewlekłe zapalenie gruczołu tarczkowego (zwanego także gruczołem Meiboma), objawiające się mało bolesnym zgrubieniem podobnym do nieprzechodzącego jęczmienia.

## Etiologia
Powstaje wskutek zaczopowania ujścia gruczołu a zalegająca treść podtrzymuje stan zapalny i powoduje stopniowe powiększanie się guzka powieki. W przypadku zakażenia (co zwykle objawia się zaczerwieniem okolicy guzka) może ulec samoistnemu przebiciu, najczęściej do worka spojówkowego. Zwykle jednak nie dochodzi do samowyleczenia, gdyż wydobywające się masy drażnią tkanki z powstaniem tkanki ziarninowej. Przyczyną może być również, niedoleczony, powracający jęczmień zewnętrzny.

## Obraz kliniczny
Przebiega jako wyraźny, białawy, niebolesny guzek zlokalizowany w górnej lub dolnej powiece. W przypadku stanu zapalnego skóra nad guzkiem może być zaczerwieniona.

## Leczenie
Jeśli długotrwałe leczenie nieinwazyjne nie przynosi rezultatów wykonuje się zabieg okulistyczny polegający na nacięciu skóry i następowym wyłyżeczkowaniu gradówki. Po miejscowym znieczuleniu gradówki (najczęściej przez wkłucie do niej igły i podanie substancji znieczulającej), odwija się powiekę na wewnętrzną stronę i nacina się, a następnie specjalną drapaczką usuwa się zalegające masy i przede wszystkim torebkę gradówki, co pozwala na uniknięcie nawrotów.
Następnie nakłada się do oka maść z antybiotykiem (przez kilka dni) oraz zakłada się opatrunek zasłaniający gałkę oczną (na kilka godzin).